# ميكايل أزيرا
ميكايل أزيرا (بالإنجليزية: Micheal Azira) (22 أغسطس 1987 أوغندا - ) هو لاعب كرة قدم أوغندي، شارك في كأس الأمم الأفريقية 2017.

## وصلات خارجية
ميكايل أزيرا على موقع الدوري الأمريكي (الإنجليزية)
- ميكايل أزيرا على موقع قاعدة بيانات كرة القدم.إي يو (الإنجليزية)
- ميكايل أزيرا على موقع ناشيونال فوتبول تيمز (الإنجليزية)
- ميكايل أزيرا على موقع Soccerbase.com (لاعب) (الإنجليزية)
- ميكايل أزيرا على موقع Soccerway.com (الإنجليزية)
- ميكايل أزيرا على موقع عالم كرة القدم.نت (الإنجليزية)
- ميكايل أزيرا على موقع AS.com (الإسبانية)